# Belltown (Seattle)
Pour les articles homonymes, voir Belltown.
Belltown est un quartier de la ville de Seattle dans l'État de Washington aux États-Unis. 
Il est situé dans le centre de la ville, en bordure de mer, sur un terrain qui fut artificiellement aplati lors du projet d'aplanissement de la ville, et plus particulièrement du quartier de Denny Regrade au début du XXe siècle. Autrefois quartier aux loyers modérés, il s'est transformé durant les dernières décennies du XXe siècle en un quartier composé tant de restaurants, boutiques, discothèques, et tours résidentielles que de galeries d'art. Bien que de nombreuses enseignes actuelles ont éclipsé les plus anciennes, quelques établissements historiques attirent encore les foules. Parmi les lieux représentatifs du quartier et de sa vie nocturne, le Rendez-vous, le restaurant mexicain Mama's Mexican Kitchen, le Lava Lounge, Ohana, Le club Crocodile Cafe, et le Shorty's. Belltown possède aussi un grand choix de restaurants où chaque type de cuisine est représenté.
Le quartier tire son nom de Nathaniel William Bell, un des pionniers habitants la ville de Seattle. Le quartier est délimité au nord par la Denny Way, qui jouxte le Seattle Center dans le Lower Queen Anne, et le quartier de Queen Anne, lui-même au sud-ouest par le cours d'eau d'Elliott Bay, vers le sud de Virginia Street, au-delà duquel se trouve le marché de Pike Place, et sur le nord-est par la 5e Avenue.